# Championnat d'Angleterre de football 1903-1904
Navigation
Édition précédente Édition suivante
La 16e édition du championnat d'Angleterre de football est remportée par The Wednesday. Le club de Sheffield remporte son deuxième titre de champion d’Angleterre consécutif.
Liverpool, champion d’Angleterre trois ans auparavant termine avant-dernier du championnat et descend en deuxième division. West Bromwich Albion l’accompagne.
Steve Bloomer de Derby County, avec  20 buts, termine meilleur buteur du championnat pour la quatrième fois. 

## Les clubs de l'édition 1903-1904
| Club                                  | Ville               |
| ------------------------------------- | ------------------- |
| Aston Villa Football Club             | Birmingham          |
| Blackburn Rovers Football Club        | Blackburn           |
| Bury Football Club                    | Bury                |
| Derby County Football Club            | Derby               |
| Everton Football Club                 | Liverpool           |
| Liverpool Football Club               | Liverpool           |
| Manchester City Football Club         | Manchester          |
| Middlesbrough Football Club           | Middlesbrough       |
| Newcastle United Football Club        | Newcastle upon Tyne |
| Notts County Football Club            | Nottingham          |
| Nottingham Forest Football Club       | Nottingham          |
| Sheffield United Football Club        | Sheffield           |
| Small Heath                           | Birmingham          |
| Stoke City Football Club              | Stoke-on-Trent      |
| Sunderland Association Football Club  | Sunderland          |
| The Wednesday                         | Sheffield           |
| West Bromwich Albion Football Club    | Birmingham          |
| Wolverhampton Wanderers Football Club | Wolverhampton       |

## Classement
| Rang | Équipe                  | Pts | J  | G  | N  | P  | Bp | Bc | Diff |
| ---- | ----------------------- | --- | -- | -- | -- | -- | -- | -- | ---- |
| 1    | The Wednesday           | 47  | 34 | 20 | 7  | 7  | 48 | 28 | +20  |
| 2    | Manchester City         | 44  | 34 | 19 | 6  | 9  | 71 | 45 | +26  |
| 3    | Everton                 | 43  | 34 | 19 | 5  | 10 | 59 | 32 | +27  |
| 4    | Newcastle United        | 42  | 34 | 18 | 6  | 10 | 58 | 45 | +13  |
| 5    | Aston Villa             | 41  | 34 | 17 | 7  | 10 | 70 | 48 | +22  |
| 6    | Sunderland              | 39  | 34 | 17 | 5  | 12 | 63 | 48 | +15  |
| 7    | Sheffield United        | 38  | 34 | 15 | 8  | 11 | 62 | 57 | +5   |
| 8    | Wolverhampton Wanderers | 36  | 34 | 14 | 8  | 12 | 44 | 66 | -22  |
| 9    | Nottingham Forest       | 31  | 34 | 11 | 9  | 14 | 57 | 57 | 0    |
| 10   | Middlesbrough           | 30  | 34 | 9  | 12 | 13 | 46 | 47 | -1   |
| 11   | Small Heath             | 30  | 34 | 11 | 8  | 15 | 39 | 52 | -13  |
| 12   | Bury FC                 | 29  | 34 | 7  | 15 | 12 | 40 | 53 | -13  |
| 13   | Notts County            | 29  | 34 | 12 | 5  | 17 | 37 | 61 | -24  |
| 14   | Derby County            | 28  | 34 | 9  | 10 | 15 | 58 | 60 | -2   |
| 15   | Blackburn Rovers        | 28  | 34 | 11 | 6  | 17 | 48 | 60 | -12  |
| 16   | Stoke City              | 27  | 34 | 10 | 7  | 17 | 54 | 57 | -3   |
| 17   | Liverpool               | 26  | 34 | 9  | 8  | 17 | 49 | 62 | -13  |
| 18   | West Bromwich Albion    | 24  | 34 | 7  | 10 | 17 | 36 | 60 | -24  |

|  | Champion d'Angleterre |
|  | Relégation            |

### Meilleur buteur
- Steve Bloomer, Derby County,  20 buts

## Bilan de la saison
| Tableau d'Honneur                    |                 |
| Compétition                          | Vainqueur       |
| Championnat d'Angleterre de football | The Wednesday   |
| Coupe d'Angleterre de football       | Manchester City |

| Promotions et relégations |                                    |
| Promus                    | Preston North End Woolwich Arsenal |
| Relégués                  | Liverpool West Bromwich Albion     |

## Sources
- Classement sur rsssf.com